# No Exit (Fates Warning)
No Exit è il quarto album in studio dei Fates Warning ed è stato pubblicato nel 1988. Il titolo del disco riprende il nome di un'opera teatrale di Jean-Paul Sartre (Huis clos, No Exit nella traduzione inglese). È il primo disco a presentare Ray Alder alla voce.
Pubblicato nel 1992 in un doppio cd-set insieme ad Awaken the Guardian.
Il 4 settembre 2007, in occasione del venticinquesimo anniversario della Metal Blade Records, il disco è stato ristampato con materiale aggiuntivo.

## Tracce
1. No Exit – 0:41 (Matheos)
2. Anarchy Divine – 3:46 (testo: Aresti – musica: Aresti, Matheos)
3. Silent Cries – 3:17 (testo: Matheos – musica: Matheos, Aresti, DiBiase, Zimmermann)
4. In a Word – 4:25 (Aresti)
5. Shades of Heavenly Death – 5:56 (testo: Aresti – musica: Aresti, DiBiase, Matheos, Zimmerman)
6. The Ivory Gate of Dreams (divisa su cd in otto tracce[1]) – 21:25 (Matheos)

### Tracce bonus dell'edizione deluxe del 2007
- Quietus (demo) - 3:59
- Ivory Gate of Dreams (outtake 1) - 2:04
- Ivory Gate of Dreams (outtake 2) - 3:14

### Bonus DVD
- Documentario del tour di No Exit
- Video di Silent Cries
- Video di Anarchy Divine
- Valley Of the Dolls (Live Philadelphia 1988)

## Formazione
- Ray Alder - voce
- Jim Matheos - chitarra
- Frank Aresti - chitarra
- Joe DiBiase - basso
- Steve Zimmerman - batteria

### Ospite
- Mark Castiglione - tastiere[3]

## Classifiche
Album - Billboard (America del nord)
| Anno | Classifica        | Posizione |
| ---- | ----------------- | --------- |
| 1988 | The Billboard 200 | 111       |